# Lorenzo De Silvestri
Lorenzo De Silvestri (Roma, 23 maggio 1988) è un calciatore italiano, difensore e capitano del Bologna.

## Biografia
Soprannominato Lollo, si è diplomato alla scuola tedesca di Roma,
.
Nell’aprile del 2019 si è laureato in Economia Aziendale presso la Link Campus University di Roma.
Dopo essere stato fidanzato per cinque anni con l’attrice Giulia Elettra Gorietti, l’11 giugno 2022 si è sposato a Genova con Carlotta Mazzitelli.

## Caratteristiche tecniche
Terzino destro dotato di grande resistenza e agonismo, che gli consentono di diventare pericoloso nelle discese e compiere incursioni nella metà campo avversaria. Può essere impiegato anche come esterno di centrocampo con alle spalle una difesa a tre. Ha la capacità di farsi sentire sotto porta, rendendosi pericoloso nei calci piazzati.

## Carriera

### Club

#### Lazio

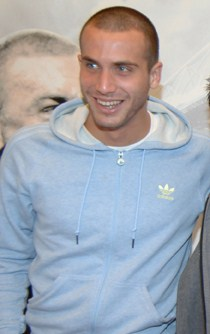
De Silvestri ai tempi della Lazio nel 2009.

De Silvestri fa il suo esordio assoluto con la Lazio a 17 anni, il 23 luglio 2005 in Intertoto, quando il tecnico biancoceleste Delio Rossi lo fa subentrare al centrocampista Manfredini all'87' del secondo tempo di Tampere United-Lazio (1-1), partita valida per il ritorno del 3º turno. In quella stagione, dopo un'altra apparizione in Intertoto contro l'Olympique Marsiglia, gioca per la prima volta da titolare in Coppa Italia il 12 gennaio 2006 in Cittadella-Lazio (0-0), ritorno degli ottavi.
Il 20 agosto 2006, segna il suo primo gol con i professionisti in Lazio-Rende (4-0), incontro valido per il primo turno di Coppa Italia. Ha esordito in Serie A a 18 anni, nella partita Lazio-Fiorentina (0-1) del 22 aprile 2007, trovando poi la sua prima presenza da titolare nella penultima giornata di campionato contro il Parma allo stadio Olimpico.
Dalla stagione 2007-2008 entra stabilmente in prima squadra, riesce a trovare spazio in campionato, ed esordisce nelle coppe europee giocando in Champions League. Nel 2007 ha firmato un rinnovo di contratto con il club biancoceleste fino al 2010. Il suo ingaggio si aggira attorno ai 300.000 Euro. Il 19 novembre 2007 viene inserito dal mensile inglese World Soccer nella lista dei 50 giovani talenti più promettenti. Il 19 dicembre successivo, realizza un gol, ancora in Coppa Italia, contro il Napoli nella partita vinta 2-1. La dedica di questa rete è stata indirizzata all'amico e tifoso laziale Gabriele Sandri (tifoso laziale e noto dj) colpito, e ucciso, da un colpo di pistola, nell'area di servizio di Badia al Pino (AR), sparato da un agente della Polizia stradale Luigi Spaccarotella. Il 28 dicembre 2007 è l'unico italiano inserito nella lista dei venti migliori calciatori under-20 del calcio mondiale redatta dal tabloid inglese The Sun.
Nella stagione 2008-2009 vince il suo primo trofeo conquistando la Coppa Italia ai rigori contro la Sampdoria. De Silvestri nella finale fa il suo ingresso in campo nel primo tempo supplementare.

#### Fiorentina
Il 26 agosto 2009 viene acquistato a titolo definitivo dalla Fiorentina per una cifra di poco inferiore ai 6 milioni di euro.
Esordisce in campionato con la maglia viola, dopo aver recuperato da un infortunio rimediato in estate, il 26 settembre 2009 in occasione della gara di Livorno vinta dai gigliati per 0-1. Titolare nello schieramento del tecnico Cesare Prandelli, giocherà 27 partite in campionato e in Champions League arriverà agli ottavi di finale; in questa stagione giocherà anche 3 partite da titolare in Coppa Italia. Il 3 aprile 2010 segna il suo primo gol in Serie A nella gara contro il Parma, pareggiata 1-1.
Al secondo anno Siniša Mihajlović, nuovo allenatore della Fiorentina, lo schiera da titolare nelle prime giornate di campionato, e arriva anche il secondo gol in Serie A, sempre contro il Parma; dopo l'ottava giornata il tecnico serbo comincia a preferirgli Gianluca Comotto sulla fascia destra e in questo periodo giocherà solo nella partita vinta in Coppa Italia contro l'Empoli per 1-0.

#### Sampdoria

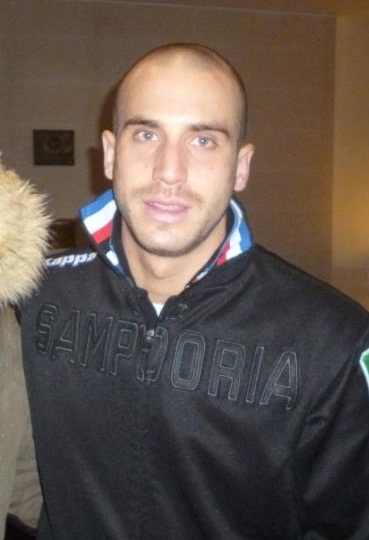
Lorenzo De Silvestri con la Sampdoria nel 2013.

Il 16 luglio 2012 passa alla Sampdoria con la formula del prestito oneroso con diritto di riscatto fissato a 4 milioni. Il 30 settembre esordisce con la maglia della Sampdoria in Campionato nella partita Samp-Napoli 0-1, subentrando al 70' a Gianni Munari. Dopo un iniziale momento di difficoltà, infatti il mister Ciro Ferrara gli preferisce nella formazione titolare il compagno di squadra Berardi, con l'arrivo di Delio Rossi alla Samp Lorenzo si conquista il posto da titolare nella formazione blucerchiata. L'8 maggio 2013 realizza il suo primo gol in blucerchiato sbloccando il risultato della partita Sampdoria-Catania 1-1; solo dieci giorni dopo realizza la sua seconda rete stagionale, siglando il gol del momentaneo 2 a 1 nella sfida Samp-Juventus 3-2 del 18 maggio.
Il 12 luglio 2013 la Sampdoria comunica di aver rinnovato il prestito oneroso del giocatore (250.000 euro), con opzione per il riscatto della comproprietà fissato alla cifra di 1.350.000 euro. La stagione 2013-2014 lo vede utilizzato in 35 partite di Campionato nelle quali mette a segno anche 2 gol: il primo il 21 settembre 2013 contro il Cagliari e il secondo il 3 novembre contro il Sassuolo.
Il 18 giugno 2014 viene esercitata, da parte della Samp, l'opzione per l'acquisizione della metà del cartellino dalla Fiorentina, per 1.350.000 euro.

Il 7 marzo 2015, segnando il gol che sblocca il risultato della sfida Sampdoria-Cagliari 2-0, entra nella storia dei blucerchiati diventando il marcatore del gol numero 1.500 in casa. Nella giornata seguente, il 16 marzo, segna il goal che sblocca il risultato della trasferta contro la Roma (0-2). Segna altre poi due reti il 29 aprile contro il Verona e il 31 maggio contro il Parma facendolo arrivare a quota 4 goal segnati in 33 partite, in parità con Muriel e Soriano.
Il 25 giugno seguente la Samp risolve la compartecipazione con la Fiorentina a proprio favore, per la cifra di 1 milione di euro. Il 18 settembre 2015 rinnova il proprio contratto con la Samp sottoscrivendo un accordo fino al giugno 2019.
L'8 novembre 2015 torna, dopo quasi 5 mesi dall'infortunio, sul campo di calcio, giocando da titolare il match perso dalla Samp 2-0 contro la Fiorentina.

#### Torino
Il 18 agosto 2016 si trasferisce a titolo definitivo al Torino per la cifra di 3,6 milioni di euro, con un ingaggio da 1 milione di euro (contratto quadriennale). 
Il 21 agosto seguente esordisce con la maglia granata nella prima giornata di campionato, partendo titolare in Milan-Torino (3-2), ma in campionato gli viene spesso preferito il compagno Davide Zappacosta nella posizione di terzino destro dello scacchiere di mister Mihajlović e De Silvestri non riesce ad imporsi come titolare fisso. Il 28 maggio 2017, all'ultima di campionato, sigla il suo primo gol in granata nella vittoria interna del Torino per 5-3 sul Sassuolo.
Nella stagione 2017-2018, complice la cessione di Zappacosta al Chelsea e la non perfetta condizione fisica del neo-acquisto Cristian Ansaldi, gioca con maggiore continuità e buon rendimento. In occasione di Torino-Milan (1-1) valevole per la 33ª giornata di campionato segna con un colpo di testa il gol del pareggio (quinta marcatura in campionato e settima stagionale) superando così il suo personale record di reti in stagione. Scendendo in campo contro l'Udinese, il 10 febbraio 2019, ha disputato la sua trecentesima partita in Serie A.

#### Bologna

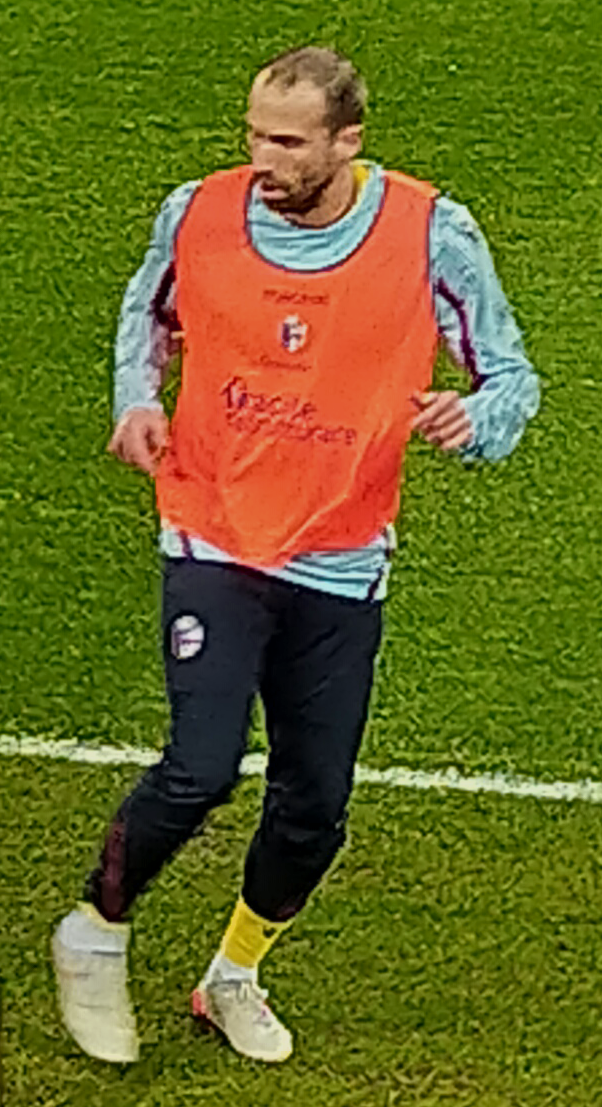
Lorenzo De Silvestri al nel 2022

Il 17 settembre 2020 firma per il Bologna, dove per la quarta volta ritrova come allenatore Siniša Mihajlović. Debutta con i rossoblù 4 giorni dopo in occasione della sconfitta per 2-0 contro il Milan a San Siro. Mette a segno la sua prima rete nella sconfitta per 2-1 sul campo della Lazio il 24 ottobre, firmando il gol della bandiera rossoblu nei minuti di recupero. In Sampdoria-Bologna 1-2 del 23 novembre tocca quota 350 presenze in Serie A.
L'anno successivo, alla prima giornata, realizza la sua prima doppietta in massima serie nel successo per 3-2 contro la Salernitana.
Nel corso della stagione 2022-2023, complici l'arrivo di Thiago Motta al posto di Mihajlović, un infortunio e il buon rendimento del neo-acquisto Stefan Posch, il suo spazio nelle rotazioni diminuisce; il difensore realizza il suo unico gol dell'annata il 28 maggio 2023, nel pareggio per 2-2 contro il Napoli campione d'Italia.
L'11 luglio 2023 rinnova il proprio contratto coi felsinei per un'altra stagione. L'8 luglio dell'anno successivo fa lo stesso, rinnovando fino al 2025.
Nella stagione successiva 2024-2025 disputa 18 partite e realizza un solo gol .
Non viene inserito nella lista Champions League ma a fine stagione solleva il trofeo della Coppa Italia contro il Milan.
A fine stagione firma per un ulteriore anno con il Bologna fino a maggio 2026.

### Nazionale

#### Nazionali giovanili
De Silvestri, che ha giocato in tutte le nazionali giovanili, ha debuttato nella Nazionale Under-21 a 19 anni, l'11 settembre 2007, durante la partita di qualificazione Albania-Italia (0-1). Sempre sotto la direzione del tecnico Pierluigi Casiraghi, con la Nazionale Olimpica vince il Torneo di Tolone 2008 e partecipa alle Olimpiadi 2008 in Cina. Tuttavia nel 2009 non è stato convocato per l'Europeo U-21. Nel biennio successivo è stato il capitano dell'Under-21, fino all'eliminazione della squadra nei play-off.

#### Nazionale maggiore
Nel settembre 2010 viene convocato in Nazionale maggiore, da parte del CT Cesare Prandelli, per le prime due partite valide per le qualificazioni all'Europeo 2012. Esordisce il 7 settembre 2010, a 22 anni, giocando titolare la partita contro le Fær Øer (5-0), disputata a Firenze. L'11 ottobre 2013, dopo più di tre anni, ritorna a vestire la maglia azzurra giocando gli interi 90 minuti della sfida Danimarca-Italia (2-2). Dal 10 al 12 marzo 2014 è stato convocato per uno stage organizzato allo scopo di visionare giovani giocatori in vista dei Mondiali 2014. Il 14 novembre 2014 viene convocato dal ct Antonio Conte, per prendere parte alla partita amichevole Italia-Albania del 18 novembre seguente; nella quale gioca titolare e per gli interi 90 minuti.
Il 12 giugno 2015, nella partita Croazia-Italia (1-1) valida per le qualificazioni all'Europeo 2016, si procura una lesione del crociato anteriore e del menisco esterno del ginocchio destro e così due giorni dopo viene operato con successo alla clinica Villa Stuart di Roma dal prof. Mariani; il tempo di recupero è stimato in 6 mesi. Torna in nazionale quasi un anno dopo, subentrando nelle due amichevoli contro Spagna e Germania, che sono state le sue ultime presenze in Nazionale.

## Statistiche

### Presenze e reti nei club
Statistiche aggiornate al 25 maggio 2025.
| Stagione          | Squadra           | Campionato        | Campionato | Campionato | Coppe nazionali | Coppe nazionali | Coppe nazionali | Coppe continentali | Coppe continentali | Coppe continentali | Altre coppe | Altre coppe | Altre coppe | Totale | Totale |
| Stagione          | Squadra           | Comp              | Pres       | Reti       | Comp            | Pres            | Reti            | Comp               | Pres               | Reti               | Comp        | Pres        | Reti        | Pres   | Reti   |
| ----------------- | ----------------- | ----------------- | ---------- | ---------- | --------------- | --------------- | --------------- | ------------------ | ------------------ | ------------------ | ----------- | ----------- | ----------- | ------ | ------ |
| 2005-2006         | Lazio             | A                 | 0          | 0          | CI              | 1               | 0               | Int                | 2                  | 0                  | -           | -           | -           | 3      | 0      |
| 2006-2007         | Lazio             | A                 | 2          | 0          | CI              | 2               | 1               | -                  | -                  | -                  | -           | -           | -           | 4      | 1      |
| 2007-2008         | Lazio             | A                 | 24         | 0          | CI              | 4               | 1               | UCL                | 6                  | 0                  | -           | -           | -           | 34     | 1      |
| 2008-2009         | Lazio             | A                 | 21         | 0          | CI              | 7               | 0               | -                  | -                  | -                  | -           | -           | -           | 28     | 0      |
| Totale Lazio      | Totale Lazio      | Totale Lazio      | 47         | 0          |                 | 14              | 2               |                    | 8                  | 0                  |             | -           | -           | 69     | 2      |
| 2009-2010         | Fiorentina        | A                 | 26         | 1          | CI              | 3               | 0               | UCL                | 5                  | 0                  | -           | -           | -           | 34     | 1      |
| 2010-2011         | Fiorentina        | A                 | 26         | 1          | CI              | 2               | 0               | -                  | -                  | -                  | -           | -           | -           | 28     | 1      |
| 2011-2012         | Fiorentina        | A                 | 22         | 0          | CI              | 2               | 0               | -                  | -                  | -                  | -           | -           | -           | 24     | 0      |
| Totale Fiorentina | Totale Fiorentina | Totale Fiorentina | 74         | 2          |                 | 7               | 0               |                    | 5                  | 0                  |             | -           | -           | 86     | 2      |
| 2012-2013         | Sampdoria         | A                 | 24         | 2          | CI              | 1               | 0               | -                  | -                  | -                  | -           | -           | -           | 25     | 2      |
| 2013-2014         | Sampdoria         | A                 | 35         | 2          | CI              | 1               | 0               | -                  | -                  | -                  | -           | -           | -           | 36     | 2      |
| 2014-2015         | Sampdoria         | A                 | 33         | 4          | CI              | 2               | 0               | -                  | -                  | -                  | -           | -           | -           | 35     | 4      |
| 2015-2016         | Sampdoria         | A                 | 17         | 1          | CI              | 0               | 0               | UEL                | 0                  | 0                  | -           | -           | -           | 17     | 1      |
| ago. 2016         | Sampdoria         | A                 | 0          | 0          | CI              | 1               | 0               | -                  | -                  | -                  | -           | -           | -           | 1      | 0      |
| Totale Sampdoria  | Totale Sampdoria  | Totale Sampdoria  | 109        | 9          |                 | 5               | 0               |                    | 0                  | 0                  |             | -           | -           | 114    | 9      |
| 2016-2017         | Torino            | A                 | 16         | 1          | CI              | 2               | 0               | -                  | -                  | -                  | -           | -           | -           | 18     | 1      |
| 2017-2018         | Torino            | A                 | 35         | 5          | CI              | 4               | 2               | -                  | -                  | -                  | -           | -           | -           | 39     | 7      |
| 2018-2019         | Torino            | A                 | 32         | 2          | CI              | 2               | 0               | -                  | -                  | -                  | -           | -           | -           | 34     | 2      |
| 2019-2020         | Torino            | A                 | 29         | 0          | CI              | 2               | 1               | UEL                | 6                  | 2                  | -           | -           | -           | 37     | 3      |
| Totale Torino     | Totale Torino     | Totale Torino     | 112        | 8          |                 | 10              | 3               |                    | 6                  | 2                  |             | -           | -           | 128    | 13     |
| 2020-2021         | Bologna           | A                 | 29         | 2          | CI              | 1               | 0               | -                  | -                  | -                  | -           | -           | -           | 30     | 2      |
| 2021-2022         | Bologna           | A                 | 31         | 3          | CI              | 0               | 0               | -                  | -                  | -                  | -           | -           | -           | 31     | 3      |
| 2022-2023         | Bologna           | A                 | 15         | 1          | CI              | 2               | 0               | -                  | -                  | -                  | -           | -           | -           | 17     | 1      |
| 2023-2024         | Bologna           | A                 | 15         | 2          | CI              | 2               | 0               | -                  | -                  | -                  | -           | -           | -           | 17     | 2      |
| 2024-2025         | Bologna           | A                 | 18         | 1          | CI              | 1               | 0               | UCL                | -                  | -                  | -           | -           | -           | 19     | 1      |
| 2025-2026         | Bologna           | A                 | -          | -          | CI              | -               | -               | UEL                | -                  | -                  | SI          | -           | -           | -      | -      |
| Totale Bologna    | Totale Bologna    | Totale Bologna    | 108        | 9          |                 | 6               | 0               |                    | -                  | -                  |             | -           | -           | 114    | 9      |
| Totale carriera   | Totale carriera   | Totale carriera   | 450        | 28         |                 | 42              | 5               |                    | 19                 | 2                  |             | -           | -           | 511    | 35     |

### Cronologia presenze e reti in nazionale
| Cronologia completa delle presenze e delle reti in nazionale ― Italia | Cronologia completa delle presenze e delle reti in nazionale ― Italia | Cronologia completa delle presenze e delle reti in nazionale ― Italia | Cronologia completa delle presenze e delle reti in nazionale ― Italia | Cronologia completa delle presenze e delle reti in nazionale ― Italia | Cronologia completa delle presenze e delle reti in nazionale ― Italia | Cronologia completa delle presenze e delle reti in nazionale ― Italia | Cronologia completa delle presenze e delle reti in nazionale ― Italia |
| Data                                                                  | Città                                                                 | In casa                                                               | Risultato                                                             | Ospiti                                                                | Competizione                                                          | Reti                                                                  | Note                                                                  |
| --------------------------------------------------------------------- | --------------------------------------------------------------------- | --------------------------------------------------------------------- | --------------------------------------------------------------------- | --------------------------------------------------------------------- | --------------------------------------------------------------------- | --------------------------------------------------------------------- | --------------------------------------------------------------------- |
| 7-9-2010                                                              | Firenze                                                               | Italia                                                                | 5 – 0                                                                 | Fær Øer                                                               | Qual. Euro 2012                                                       | -                                                                     |                                                                       |
| 11-10-2013                                                            | Copenaghen                                                            | Danimarca                                                             | 2 – 2                                                                 | Italia                                                                | Qual. Mondiali 2014                                                   | -                                                                     |                                                                       |
| 18-11-2014                                                            | Genova                                                                | Italia                                                                | 1 – 0                                                                 | Albania                                                               | Amichevole                                                            | -                                                                     |                                                                       |
| 12-6-2015                                                             | Spalato                                                               | Croazia                                                               | 1 – 1                                                                 | Italia                                                                | Qual. Euro 2016                                                       | -                                                                     | 27’                                                                   |
| 24-3-2016                                                             | Udine                                                                 | Italia                                                                | 1 – 1                                                                 | Spagna                                                                | Amichevole                                                            | -                                                                     | 89’                                                                   |
| 29-3-2016                                                             | Monaco di Baviera                                                     | Germania                                                              | 4 – 1                                                                 | Italia                                                                | Amichevole                                                            | -                                                                     | 65’                                                                   |
| Totale                                                                |                                                                       | Presenze                                                              | 6                                                                     |                                                                       | Reti                                                                  | 0                                                                     |                                                                       |

| Cronologia completa delle presenze e delle reti in nazionale ― Italia olimpica | Cronologia completa delle presenze e delle reti in nazionale ― Italia olimpica | Cronologia completa delle presenze e delle reti in nazionale ― Italia olimpica | Cronologia completa delle presenze e delle reti in nazionale ― Italia olimpica | Cronologia completa delle presenze e delle reti in nazionale ― Italia olimpica | Cronologia completa delle presenze e delle reti in nazionale ― Italia olimpica | Cronologia completa delle presenze e delle reti in nazionale ― Italia olimpica | Cronologia completa delle presenze e delle reti in nazionale ― Italia olimpica |
| Data                                                                           | Città                                                                          | In casa                                                                        | Risultato                                                                      | Ospiti                                                                         | Competizione                                                                   | Reti                                                                           | Note                                                                           |
| ------------------------------------------------------------------------------ | ------------------------------------------------------------------------------ | ------------------------------------------------------------------------------ | ------------------------------------------------------------------------------ | ------------------------------------------------------------------------------ | ------------------------------------------------------------------------------ | ------------------------------------------------------------------------------ | ------------------------------------------------------------------------------ |
| 21-5-2008                                                                      | Tolone                                                                         | Costa d'Avorio olimpica                                                        | 0 – 2                                                                          | Italia olimpica                                                                | Torneo di Tolone 2008 - 1º turno                                               | -                                                                              |                                                                                |
| 23-5-2008                                                                      | La Seyne-sur-Mer                                                               | Italia olimpica                                                                | 2 – 1                                                                          | Turchia under 23                                                               | Torneo di Tolone 2008 - 1º turno                                               | -                                                                              |                                                                                |
| 27-5-2008                                                                      | Tolone                                                                         | Italia olimpica                                                                | 0 – 0 dts (5 - 4 dcr)                                                          | Giappone olimpica                                                              | Torneo di Tolone 2008 - Semifinale                                             | -                                                                              |                                                                                |
| 29-5-2008                                                                      | Tolone                                                                         | Cile under 23                                                                  | 0 – 1                                                                          | Italia olimpica                                                                | Torneo di Tolone 2008 - Finale                                                 | -                                                                              |                                                                                |
| 22-7-2008                                                                      | Pistoia                                                                        | Italia olimpica                                                                | 1 – 1                                                                          | Romania under 21                                                               | Amichevole                                                                     | -                                                                              | 70’                                                                            |
| 7-8-2008                                                                       | Qinhuangdao                                                                    | Honduras olimpica                                                              | 0 – 3                                                                          | Italia olimpica                                                                | Olimpiadi 2008 - 1º turno                                                      | -                                                                              | 81’                                                                            |
| 13-8-2008                                                                      | Tientsin                                                                       | Camerun olimpica                                                               | 0 – 0                                                                          | Italia olimpica                                                                | Olimpiadi 2008 - 1º turno                                                      | -                                                                              |                                                                                |
| Totale                                                                         |                                                                                | Presenze                                                                       | 7                                                                              |                                                                                | Reti                                                                           | 0                                                                              |                                                                                |

## Palmarès

### Club
- Coppa Italia: 2

Lazio: 2008-2009
Bologna: 2024-2025

### Nazionale
- Torneo di Tolone: 1

2008